# Буковинці (опера)
«Буковинці»(«Карпатська бувальщина») — опера на 3 дії (6 картин) українського композитора Марка Кармінського. Створена 1957 року. Автор лібрето (українською) — Ігор Муратов за власним твором «Буковинська повість». Прем'єра відбулася 3 листопада 1957 у Харкові, у Театрі опери та балету ім. М. Лисенка. Перша опера композитора.

## Музика
Музикознавці показовими якостями твору вважають тяжіння до концентрованої стислості у змалюванні образів, ораторіальну масштабність, створення психологічно багатих образних характеристик. Спеціфіка лейтмотивної системи опери полягає в диференційованному втіленні позитивних та негативних образів опери. Теми, що характеризують позитивних героїв опери, предсталені виразними пісенно-мелодійними інтонаціями, що набувають активного розвитку і відображають духовне та емоційно чуттєве життя героїв. нЕгативні персронажі характеризуються темами, що спираються на риммічну одноманітність, стабільність та мелодику обмеженого діапазону.